# Magenta (voilier)
Nestenn - Entrepreneurs pour la Planète depuis 2022
Pour les articles homonymes, voir Magenta.
Magenta est un voilier monocoque lancé en 2018, conçu pour la course au large, adhérant à la Class40 sous le numéro de coque no 153.
Il porte les couleurs de Lamotte-Module Création de 2018 à 2021, puis de Nestenn-Entrepreneurs pour la Planète depuis 2022.

## Historique

### Lamotte-Module Création
En 2017, Luke Berry annonce le chantier d'un nouveau Class40 dessiné par Sam Manuard et construit par le chantier JPS Production.
Le 15 mars 2018, le monocoque est mis à l'eau à La-Trinité-sur-Mer en présence de sa marraine Samantha Davies sous les couleurs de Lamotte-Module Création,.
Pour sa première course, le voilier participe aux 1000 Milles des Sables. Il finit cinquième de la course et valide également sa qualification pour la Route du Rhum à cette occasion.
Le monocoque effectue sa première transatlantique lors de la Route du Rhum. Après 17 jours, 6 heures, 51 minutes et 30 secondes de course, le voilier franchit la ligne d'arrivée à Pointe-à-Pitre à la sixième place.
Alors qu'il navigue à la seconde place de l'édition 2019 du Défi Atlantique, le monocoque démâte, contraignant l'équipage à l'abandon. Le voilier rejoint Pointe-à-Pitre deux jours plus tard afin d'être transporté par cargo jusqu'en France métropolitaine.
Plus tard au cours de l'année, il remporte la Rolex Fastnet Race et la 40 Malouine.
Pour sa première Route du Café, le monocoque est skippé par Luke Berry et Tanguy Le Turquais. Peu de temps après le départ, le voilier premier au classement des Class40 démâte à une vingtaine de milles de Roscoff,.
En 2020, Lamotte-Module Création bat le Record SNSM des Class40 en 1 jour, 5 heures, 22 minutes et 59 secondes,.
Après avoir abandonné deux ans plus tôt, le monocoque reprend le départ de la Transat Jacques Vabre et arrive à la cinquième position à Fort-de-France.

### Nestenn-Entrepreneurs pour la Planète
Après un chantier hivernal de rénovation en 2022, le voilier prend les couleurs de Nestenne-Entrepreneurs pour la Planète,. Le bateau confié à Jules Bonnier est mis à l'eau le 6 avril 2022 à Saint-Malo.

## Palmarès

### 2018-2021:Lamotte-Module Création
- 2018 :

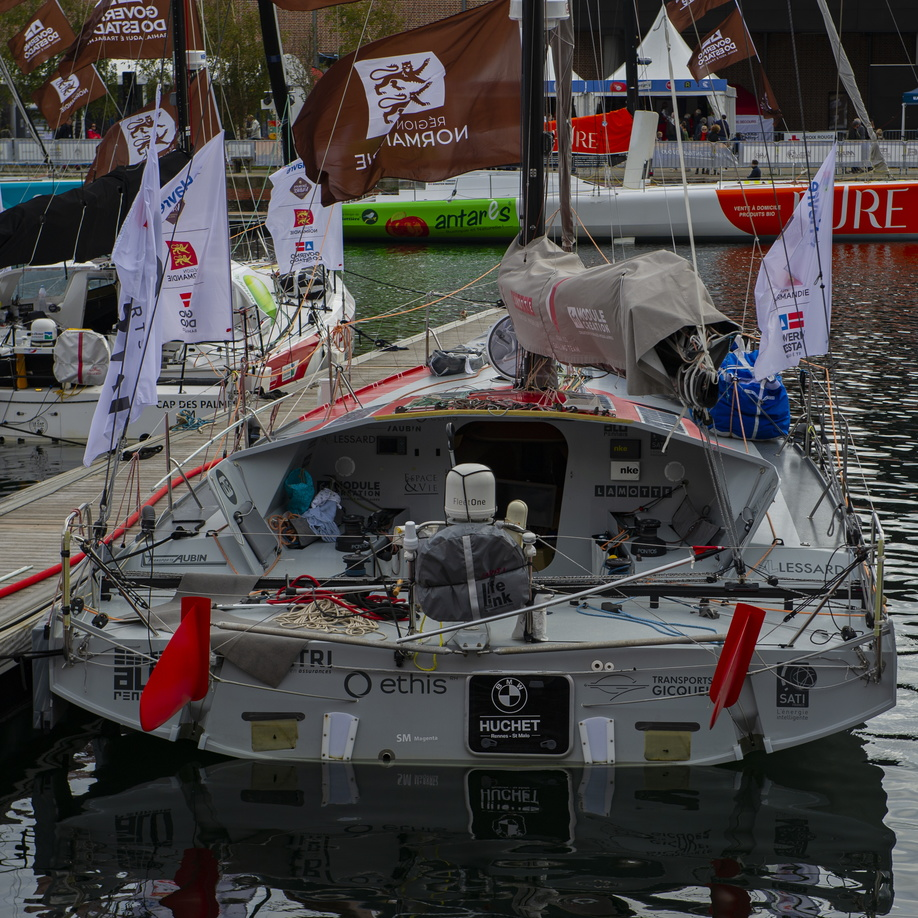
Le cockpit de Lamotte-Module Création vu dans le port du Havre durant la Transat Jacques Vabre 2019.

  - 5e des 1000 Milles des Sables[19]
  - 7e du Grand Prix Guyader[19]
  - 5e de la Normandy Channel Race[19]
  - 3e de la Drheam Cup Destination Cotentin[19]
  - 6e de la Route du Rhum
- 2019 :
  - 3e de la RORC Caribbean 600[19]
  - 1er de la Rolex Fastnet Race
  - 1er de la 40 Malouine
- 2020 :
  - Record SNSM
- 2021 :
  - 2e de la Normandy Channel Race[19]
  - 5e de Les Sables-Horta[19]
  - 3e de la Rolex Fastnet Race[20]
  - 3e de La 40' Malouine Lamotte[19]
  - 5e de la Transat Jacques Vabre

### Depuis 2022:Nestenn-Entrepreneurs pour la Planète
- 2022 :
  - 11e de la Normandy Channel Race[19]
  - 7e du Championnat du Monde Class40[19]
  - 19e de la Drheam Cup[19]
  - 15e de La 40 Malouine Lamotte[19]